# Угет, Сергей Антонович
Угет (Угетт, Угетти) Сергей Антонович (07.06.1884 - 09.05.1963) — финансист, дипломат, государственный и общественный деятель, финансовый атташе Российского правительства в Соединенных Штатах Америки, хранитель российской собственности и архивов в США 1920—1930 годы.

## Биография
Родился 7 июня 1884 года в Санкт-Петербурге в артистической семье. Отец — Антонио Угетти испанский подданный, артист Итальянской оперы в Санкт-Петербурге. Мать — Екатерина Евстихиевна Угетти (урожденная Ерофеева) дочь штабс-трубача, сначала хористка, затем солистка Итальянской оперы в Санкт-Петербурге.
В 1895 году Сергей Угетти поступил первый класс Реального училища Карла Мая, и с отличием окончил полный курс (в том числе и седьмой дополнительный класс, дававший право для поступления в высшие учебные заведения) в 1902 году. Золотую медаль Угетти не получил, т.к. по существующим тогда правилам выпускникам Реальных училищ медали не выдавались. После окончания Реального Училища Карла Майя Сергей Угетти год занимался в рисовальной школе при Императорском Обществе Поощрения Художников. 5 июня 1903 года "Колпинский мещанин Сергей Антониевич Угет" подал прошение о зачислении на экономическое отделение Санкт-Петербургского политехнического института, Окончил ППИ в 1908 году "с правом на звание кандидата экономических наук при предоставлении диссертации". Диссертацию защитил в 1910 году.
С 1910 года С. Угет поступил на службу в Министерство финансов. Работал помощника столоначальника в Особой канцелярии по кредитной части, затем секретарём управляющего канцелярии Кассы городского и Земского кредита. В 1916 году С.А. Угет был назначен в дипломатическую миссию в Лондон, в конце года — переведён в Российское консульство в Нью Йорк, куда он прибыл вместе с супругой Валентиной Викторовной 2 января 1917 года. Участвовал в подписании военного займа Российской империи в 1917 году.
22 марта 1917 года Соединенные Штаты стали первой страной, признавшей Временное правительство России. Сергей Антонович Угет был признан финансовым атташе Временного правительства, а позднее и Белого правительства, участвовал в обсуждении проектов финансовой помощи России. 30 июня 1922 г. последний посол Временного Правительства в США Борис Бахметьев ушел в отставку, посольство в Вашингтоне закрылось. Старшим дипломатическим представителем в Америке остался С.А. Угет и был признан американским правительством как хранитель дипломатической собственности и архивов в Соединенных Штатах и оставался им до установления дипломатических отношений между СССР и США в 1933 году. Он занимался финансовыми проблемами, связанными с займами, счетами и имуществом в США царского правительства, Временного правительства, различных правительств появившихся во время Гражданской войны - Колчака, Северной области и др. Через него шло финансирование беженцев и Белых армий, был сотрудником "Казны Великого Князя Николая Николаевича", участвовал в работе Русского общества помощи национальной России. Ему удалось получить в 1927 году от страховой компании почти миллион долларов за убытки, понесенные Россией в результате взрыва боеприпасов 30 июня 1916 года. Эти средства были переведены С. Угетом в казначейство США в качестве процентов по российскому долгу.
После установления в 1933 году дипломатических отношений между СССР и США Сергей Антонович Угет передал новому послу сохраненные им здание посольства, всю недвижимость и архивы. Только после полной передачи дел С. Угет обратился в соответствующие органы США о предоставлении ему американского гражданства. Впоследствии работал управляющим в нескольких американских компаниях. В 1955 году Сергей Угет стал членом Гуманитарного фонда, который поддерживал культурную и филантропическую деятельность среди русских эмигрантов. В 1960 году - стал Президентом этого Фонда.
Скончался Сергей Антонович Угет 9 мая 1963 года в местечке Glen Cove, штат Нью Йорк, США.